# DeLisle (Mississippi)
DeLisle è un census-designated place (CDP) degli Stati Uniti d'America, situato nello Stato del Mississippi, nella contea di Harrison.